# 北碧府
北碧府（皇家轉寫：Changwat Kanchanaburi，泰語發音：[t͡ɕāŋ.wàt kāːn.t͡ɕā.ná(ʔ).bū.rīː]，或音譯干乍那武里府、甘差那武里府），是位於泰國中部之一個府。

## 地理
面積約19483.2平方公里，距離首都曼谷約128公里。其疆域北接緬甸、達府及烏泰他尼府；南接叻武里府；東臨素攀府及佛統府；西界緬甸。
該府主要屬高原地帶，尤其北部，山巒起伏連綿，遍布密林，且河流不少，盛產黃金、錫、鎢、錳、鋅、紅銅、瑩光石、藍寶石、白銀等礦產及木材。亦是觀光熱點，到處自然美景。

## 行政
北碧府分為13個縣。
| \| # \| 中文名 \| 泰文名 \| 英文名 \| \| -- \| --------------------------------------- \| ---------------- \| -------------------------- \| \| 1 \| 北碧府治县 (干乍那武里府治县) \| อำเภอเมืองกาญจนบุรี \| Amphoe Mueang Kanchanaburi \| \| 2 \| 赛育县（英语：Amphoe Sai Yok） \| อำเภอไทรโยค \| Amphoe Sai Yok \| \| 3 \| 博帕雷县（英语：Bo Phloi District） \| อำเภอบ่อพลอย \| Amphoe Bo Phloi \| \| 4 \| 西沙瓦县（英语：Amphoe Si Sawat） \| อำเภอศรีสวัสดิ์ \| Amphoe Si Sawat \| \| 5 \| 塔玛加县（英语：Amphoe Tha Maka） \| อำเภอท่ามะกา \| Amphoe Tha Maka \| \| 6 \| 塔孟县（英语：Amphoe Tha Muang） \| อำเภอท่าม่วง \| Amphoe Tha Muang \| \| 7 \| 通帕蓬县（英语：Amphoe Thong Pha Phum） \| อำเภอทองผาภูมิ \| Amphoe Thong Pha Phum \| \| 8 \| 桑卡拉武里县（英语：Amphoe Sangkhla Buri） \| อำเภอสังขละบุรี \| Amphoe Sangkhla Buri \| \| 9 \| 帕侬吞县（英语：Amphoe Phanom Thuan） \| อำเภอพนมทวน \| Amphoe Phanom Thuan \| \| 10 \| 劳宽县（英语：Amphoe Lao Khwan） \| อำเภอเลาขวัญ \| Amphoe Lao Khwan \| \| 11 \| 丹马堪迭县（英语：Amphoe Dan Makham Tia） \| อำเภอด่านมะขามเตี้ย \| Amphoe Dan Makham Tia \| \| 12 \| 农布县（英语：Amphoe Nong Prue） \| อำเภอหนองปรือ \| Amphoe Nong Prue \| \| 13 \| 会甲召县（英语：Amphoe Huai Krachao） \| อำเภอห้วยกระเจา \| Amphoe Huai Krachao \| |                               |                  |                            |
| # | 中文名                        | 泰文名           | 英文名                     |
| 1 | 北碧府治县 (干乍那武里府治县) | อำเภอเมืองกาญจนบุรี | Amphoe Mueang Kanchanaburi |
| 2 | 赛育县                        | อำเภอไทรโยค      | Amphoe Sai Yok             |
| 3 | 博帕雷县                      | อำเภอบ่อพลอย      | Amphoe Bo Phloi            |
| 4 | 西沙瓦县                      | อำเภอศรีสวัสดิ์      | Amphoe Si Sawat            |
| 5 | 塔玛加县                      | อำเภอท่ามะกา      | Amphoe Tha Maka            |
| 6 | 塔孟县                        | อำเภอท่าม่วง       | Amphoe Tha Muang           |
| 7 | 通帕蓬县                      | อำเภอทองผาภูมิ     | Amphoe Thong Pha Phum      |
| 8 | 桑卡拉武里县                  | อำเภอสังขละบุรี     | Amphoe Sangkhla Buri       |
| 9 | 帕侬吞县                      | อำเภอพนมทวน      | Amphoe Phanom Thuan        |
| 10 | 劳宽县                        | อำเภอเลาขวัญ      | Amphoe Lao Khwan           |
| 11 | 丹马堪迭县                    | อำเภอด่านมะขามเตี้ย | Amphoe Dan Makham Tia      |
| 12 | 农布县                        | อำเภอหนองปรือ     | Amphoe Nong Prue           |
| 13 | 会甲召县                      | อำเภอห้วยกระเจา   | Amphoe Huai Krachao        |

## 交通
- 河流：本地居民鮮有使用河流，主要作觀光旅遊之用。
- 公路：主要以三條公路連接鄰近的府。
- 機場：此府沒有民用航空服務。
- 鐵路：泰缅铁路每天往來首都曼谷只有三趟客車。
- 公路客車：往返首都主要使用空調車；府內或往返鄰近府則為非空調車。
- 雙排公共轎車（Song Thaew）：非常流行於各地。
- 三輪車（Samlor）：觀光客的首選。
- 三轮出租车：鎮間的交通。

## 觀光熱點

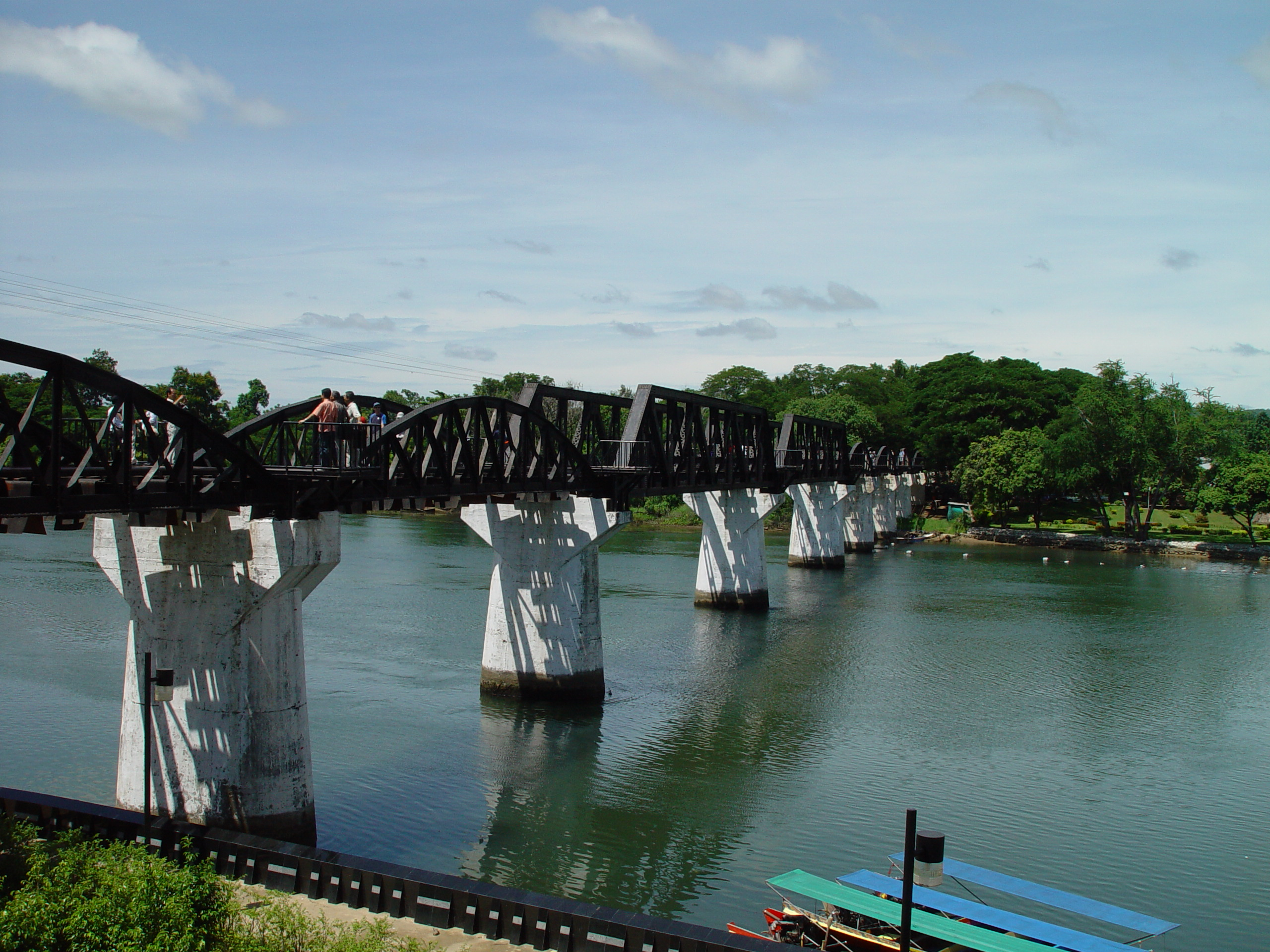
桂河橋

- 桂河橋：距直轄縣北部約4公里，在第二次世界大戰期間，大日本帝國和盟國泰國在這裡強逼了大批華僑及盟軍戰俘建築通往緬甸的鐵路，由於環境惡劣，建造此橋已犧牲萬人，「死亡鐵路」由此得名。
- 死亡鐵路（ทางรถไฟสายมรณะ）：建於1943年，長約413公里，始自佛丕府的萬磅縣；原訂終於緬甸。現時終於北碧府的瀑布車站，距北碧府車站約77公里，觀光客可欣賞沿途風光。

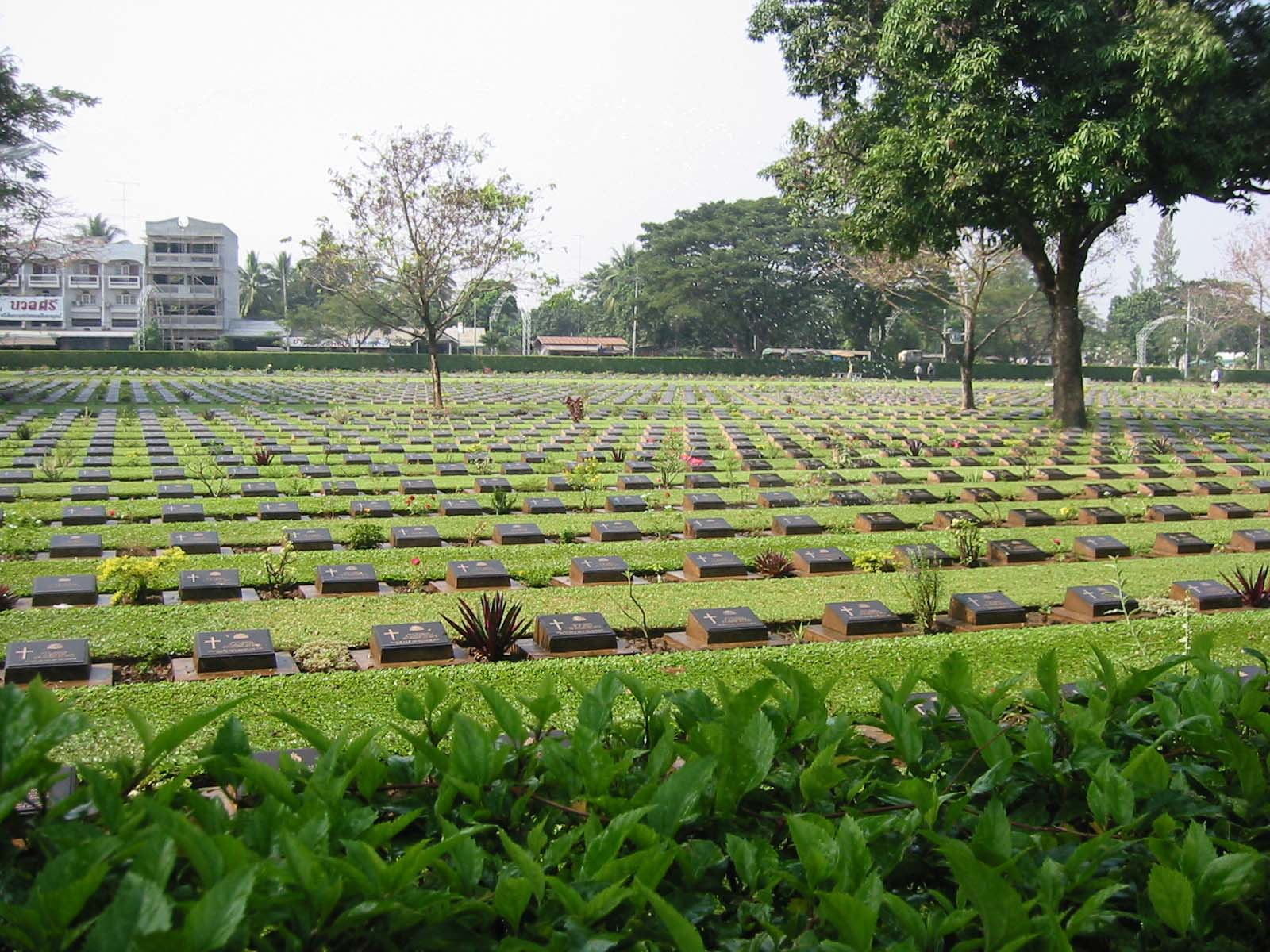
盟軍墳場

- 盟軍墳場：8月16日泰國戰敗後，泰國軍政府賠償兩處土地給當年建造死亡鐵路時犧牲的盟軍戰俘。
  - 干乍能武里墳場（Kanchanaburi War Cemetery，สุสานทหารสัมพันธมิตรดอนรัก）：位於北碧車站後方，面積16,000平方公呎，埋葬6,982位盟軍戰俘。
  - 考本墳場：距市區的桂河岸約兩公里，埋葬1,750位盟軍戰俘。
- 戰爭博物館：位於直轄縣，外觀如當年盟軍戰俘營，收集各種圖片、工具、用具及炸彈等。
- 金龍洞寺（Wat Tham Mangkon Thong）：距直轄縣市區約4.5公里，觀光客欣賞尼姑浮水絕技，附近有一山洞。
- 探甫拍洞（探坤平洞）：位於「北碧府-柿約-通拍蓬公路」7至8公里處，為一高山下的大山洞，傳說焚天神曾將金童雕像在此洞裡燒烤。
- 北碧皇家師範大學轄下的文化中心：位於直轄縣，展出史前人類的瓷片、釣魚工具、廚房用具、古代書籍及文化藝術品等。
- 皇太后公園：位於北碧直轄縣的農業大學附近，面積約為960,000平方公尺， 泰國的北碧府之民眾習稱它為『石園』，因在佔地320,000平方公尺的地皮上，排列著各種動物形像的石筍。
- 曼稿村國家博物館：距北碧直轄縣約35公里，為泰國首處挖掘出史前人類石器時代各種文物古董的地方。
- 獅城歷史國家公園：距「曼稿村國家博物館」約8公里，面積約320,000平方公尺，有一層層疊疊的四方形石宮，是佛歷16至18世紀的古老建築物。
- 晒喲小瀑布（又名：考攀山瀑布）：位於通帕蓬縣的323公路邊，雨季時瀑布飛瀉而下；旱季時卻無水，但其周圍環境仍很美麗。
- 探拉瑪哇洞：位於距小桂河河畔約50公尺的山上，其洞口不大，但洞內卻十分寬廣，且分為數個洞室，每個洞室中均有形狀不一的各種鐘乳石，十分壯觀悅目。
- 晒喲大瀑布（又名：考中山瀑布）：位於通帕蓬縣，雨季時，水流極猛，全年均有水流，其源頭來自森林廳晒喲松園上的溪潤。
- 探鬧令洞：距小桂河約一公里，洞內有各種奇異美觀的鐘乳石，令你大開眼界。
- 考蓮水壩：位於通帕蓮縣，為一大型水壩，且為水力發電站，一片水天一色的美景。
- 敬咖威野生動物保護區：位於「通帕蓬縣 - 雙卡拉武里縣公路」的第29公里處， 為各種野獸及野鴨鳥聚居地，尤見於冬季的11月至次年的2月之間， 除此之外，尚有三條美麗瀑布值得欣賞。
- 哇旺威哇咖喃寺：位於雙卡拉武里縣，為一莊嚴宏偉的大寺廟，內有佛塔，並供奉佛陀舍利子、大理石佛像。附近有孟人、甲良人、緬甸人聚居，另可俯望附近湖泊的風景及三大河流會聚點的奇景。
- 三峰塔關卡：位於雙卡拉武里縣，為泰國與緬甸的邊境關卡，附近有三個佛塔。
- 艾拉溫國家公園：位於是沙越縣的「3199公路」之56公里處，面積約為550平方公里，於1975年被劃為國家公園，內有壯觀的「艾拉溫大瀑布」，長達1,000 公尺，共分為七層。
- 探拍它洞：距「艾拉溫大瀑布」約8公里，為一大型山洞，洞裡有美麗的鐘乳石，且有一奇趣點，即其石塊為半透明。遊客宜先聯繫泰國的森林廳，以便有嚮導帶隊。
- 詩那卡鄰水壩：位於是沙越縣， 距「艾拉溫瀑布」約4公里，為一多功能水壩，用作欄水防洪、灌溉農田、淡水魚的飼養場、水力發電站，且週圍環境優美，可蕩舟欣賞大自然的風光水色，另有別墅供遊客租用。
- 查能拉達那哥信國家公園（又名：探洛洞國家公園）：距北碧直轄縣約97公里，面積廣達67平方公里，有探洛大、小洞，其洞壁有美麗的鐘乳石，且有溪澗經過。附近尚有數條美麗的瀑布及山巒，如「探恩瀑布」，高七層；「探海大瀑布」，高15 層，且有一棵寬至十人環抱的大株橡膠樹，已有500多年的歷史。
- 哇次拉隆干水壩：位於他漫縣，於1970建成，共費時達六年。其水利灌溉面積廣逾4,800平方公里，此大型水壩寬117.5公尺，長1,650公尺，其水壩風景十分秀麗。
- 哇探史寺：位於他漫縣，可沿百步梯至山上的寺廟，寺內供奉一尊極美麗的大型金佛像。
- 龍山寺（又名：哇探考耐寺，Wat Tham Khao Noi，วัดถ้ำเขาน้อย）：位於「哇探史寺」旁，為中國古代建築藝術風格，美艷奪目，尤其是塔尖。另可在塔上遙望四週賞心悅目的美景。
- 探旺達瓊洞：位於「泰國323公路」的第10公里處向左轉入「泰國3229公路」的「旺達瓊村」，山洞內有美麗的鐘乳石。
- 欣那溫泉（又名：古孟溫泉）：位於323公路約135公里處，為第二次世界大戰期間被大日本皇軍偶然發現，可在此礦泉裡沐浴。
- 杷達瀑布：距「欣那溫泉」的東北邊約9公里，瀑布的周圍是茂密森林，有許多野獸出沒。
- 詩那卡鄰水壩國家公園（又名：匯卡命瀑布）：位於是沙越縣，此著名大瀑布分成上下兩段，每段均長至數公里，周團是各種茂密森林，瀑布上端則為「詩那鄰水壩」，最宜欣賞其天然美景的季節是10月至次年2月份。
- 帽培礦場：位於帽培縣，為一珠寶採礦場，可入內參觀。
- 曼儂佛塔村：位於拍農團縣，於1982年，『泰國藝術廳』在此村發現許多史前人類的骸骨及其它文物古董和佛塔殘蹟。
- 蓬迪古城：位於他瑪膠縣，曾於1927年在此帶發現許多文物古董，另於1935年，印度的考古學家也曾在此地再度發掘出很多古代物品，並由此而判斷泰國的北碧府於一千多年前即為一繁榮城市。
- 拍天隆冷佛寺：位於他瑪膠縣，古寺內有一條大石塊，相傳為佛陀圓寂之處， 每年4月份均在此舉行隆重的禮佛盛會。
- 桂河燈光影戰：每年11月底至12月初，均舉行桂河橋紀念週活動，有聲光及音樂表演，配合重演第二次世界大戰期間，此地區裡有關的戰爭的事蹟，以誌紀念。另尚舉行划艇競賽。